# Emma Solá de Solá
Emma Solá de Solá (Salta, Argentina, ? - 2 de juliol de 1984) va ser una poetessa, novel·lista i docent argentina. És l'autora de l'himne al Señor del Milagro. Va realitzar recerques sobre la història del Senyor i la verge del miracle, i va redactar publicacions per a diaris i revistes. Era germana de la també escriptora Sara Solá i de l'historiador Miguel Solá.

## Obres destacades
- Himno al Señor del Milagro
- El agua que canta (poemari)
- El sendero y la estrella (poemari)
- Esta eterna inquietud (poemari)
- La madre del viento (llegendes i paisatges de la muntanya)
- Miel de la tierra (poemari)
- El alma de la noche (poemari)
- Antología del Milagro (selecció i notes bio-bibliogràfiques)
- Hacia el Norte Argentino (novel·la)
- Chango y Mancha (novel·la)